# بطين رابع

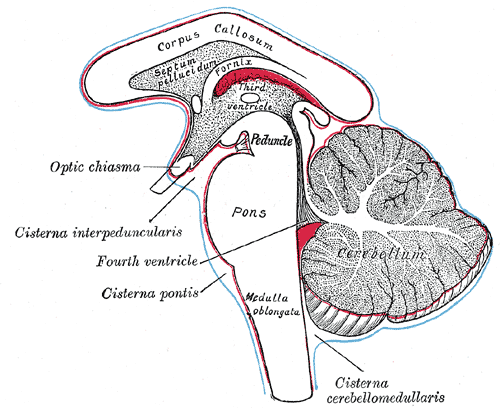
موقع البطين الرابع بالإنكليزية: Fourth ventricle

البطين الرابع (بالإنجليزية: Fourth ventricle)‏ هو أحد البطينات الدماغية الأربعة التي تحوي على السائل الدماغي الشوكي. هذه التجاويف الأربعة، والتي تعرف مجتمعة بالجهاز البطيني (بالإنجليزية: ventricular system)‏، تتألف من البطين الجانبي الأيسر والبطين الجانبي الأيمن والبطين الثالث والبطين الرابع. يمتد البطين الرابع من المسال الدماغي (بالإنجليزية: cerebral aqueduct)‏ في الأعلى إلى المزلاج (بالإنجليزية: obex)‏. يوجد في أرضية البطين الرابع المركز العصبي المسؤول عن منعكس الإقياء.

## الحدود
يشكل السقف السطح العلوي (الخلفي) للبطين الرابع، ويشكل القاع السطح السفلي له (الأمامي)، بينما تشكل السويقات المخيخية الجدران الجانبية له (وهي حزم عصبية تربط البنى الموجودة على السطح الخلفي للبطين بالبنى الموجودة على السطح الأمامي له). تعرف النهاية المذنبة، التي ينتهي عندها البطين الرابع وتبدأ القناة المركزية، باسم المزلاج. يقع المزلاج على مستوى الثقبة العظمى، وبالتالي هو من العلامات التي تشير إلى الخط الوهمي الفاصل بين النخاع المستطيل (البصلة السيسائية) والنخاع الشوكي.
يتكون الجزء العلوي من السقف (أي من الحافة الخلفية) من صفيحة رقيقة -الشراع النخاعي العلوي- تربط بين ساقي المخيخ العلويتين اليمنى واليسرى. يشكل الجزء السفلي من السقف –الشراع النخاعي السفلي- مقطع عرضي ثلاثي القرون يتكون من المخيخ مباشرةً وتتجه قرونه نحو الجانبين والذنب. يوجد بالقرب من كل زاوية من الزوايا الثلاث للسقف السفلي فتحة إلى الصهريج الكبير. تسمى الفتحة الذيلية بثقبة ماجندي، بينما تسمى الفتحتان الجانبيتان بثقبتي لوشكا. يعلو السقف (نحو الخلف) ليشكل ذروة تدعى بالأوج. تقع النواة الأوجية في المخيخ فوق سقف البطين الرابع مباشرةً.
يشكل قاع البطين الرابع (أي الحافة الأمامية) الحفرة المعينية، ويملك عدد من الملامح العامة. يمتد الثلم الناصف على طول البطين (من المسال الدماغي للدماغ المتوسط إلى القناة المركزية للنخاع الشوكي)، ويقسم القاع إلى نصفين أيمن وأيسر. يقسم كل نصف بثلم آخر يسير بمحاذاة الثلم الناصف يدعى بالثلم المحدد. تتوضع الخلايا العصبية الحركية إنسي الثلم المحدد، بينما تتوضع الخلايا العصبية الحسية إلى الوحشي منه. يدعى الارتفاع الواقع بين الثلم الناصف والثلم المحدد (أي منطقة الخلايا العصبية الحركية) بالبارزة الإنسية للحفرة المعينية، بينما تدعى المنطقة الوحشية (أي منطقة الخلايا العصبية الحسية) بالباحة الدهليزية. يتشعب الثلم المحدد في كلا الطرفين ليشكل النقرة العلوية المخية والنقرة السفلية الذيلية.
يقع الجسر خلف الجزء الأوسط العلوي من القاع. تحوي المنطقة العلوية من الجسر الموضع الأزرق، الذي يملك مظهر أزرق سماوي بسبب ارتفاع تركيز النورأدرينالين ضمنه. يمكن رؤية الموضع الأزرق (بلون أقرب إلى الأزرق المخضر) عبر قاع البطين أعلى النقرة العلوية. يبرز الجزء الداخلي من العصب الوجهي ضمن البطين، ويشكل أكيمة العصب الوجهي بعد التفافه حول نواة العصب المبعد ضمن المنطقة السفلية من الجسر.
يقع النخاع المستطيل خلف الجزء السفلي من القاع (وتمتد أسفل البطين). تنشأ السطور النخاعية من الثلم الناصف وتسير بشكل عرضي ضمن قاع البطين لتتمادى مع السويقة المخيخة السفلية. تتبارز نواة العصب تحت اللسان ضمن القاع لتشكل المثلث تحت اللساني الذي يقع أعلى النقرة السفلية بقليل ضمن البارزة الإنسية. تتكون النواة الظهرية للعصب المبهم، التي تقع ضمن النخاع المستطيل، من خلايا مغزلية الشكل. تتبارز هذه النواة أيضًا ضمن القاع الذي يغطيها، لتشكل مثلث العصب المبهم، في المنطقة الواقعة أسفل النقرة السفلية.

## التطور
يتطور الجهاز البطيني، بما في ذلك البطين الرابع، من القناة المركزية للأنبوب العصبي. على وجه التحديد، ينشأ البطين الرابع من الجزء الموجود في الدماغ المؤخر النامي. خلال الأشهر الثلاثة الأولى من الحمل، تتوسع القناة المركزية لتشكل البطينين الجانبين والبطينين الثالث والرابع. خلال هذه الفترة، تنفصل البطينات عن بعضها البعض بواسطة قنوات رقيقة. تنمو الضفائر المشيمية ضمن البطينات، وتعمل على إنتاج السائل الدماغي الشوكي. قد تؤدي عرقلة تدفق السائل إلى تضخم البطينات واستسقاء الدماغ.

## الأهمية السريرية
يعتبر البطين الرابع مكان شائع لتشكل أورام البطانة العصبية داخل الجمجمة.

## معرض صور

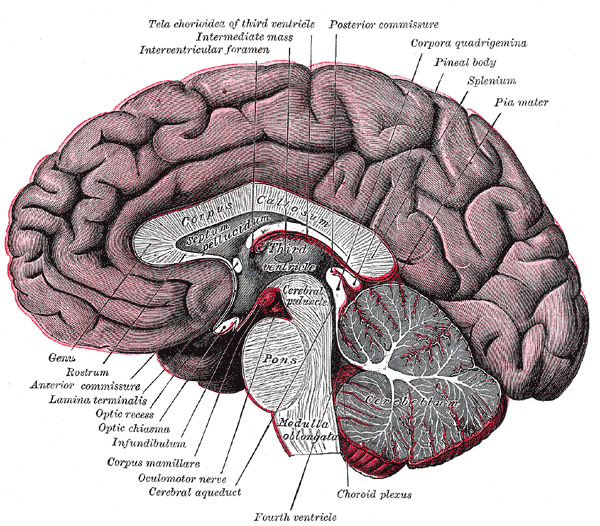
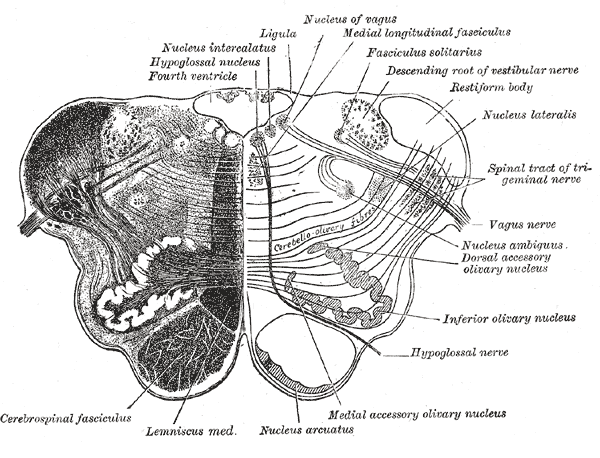
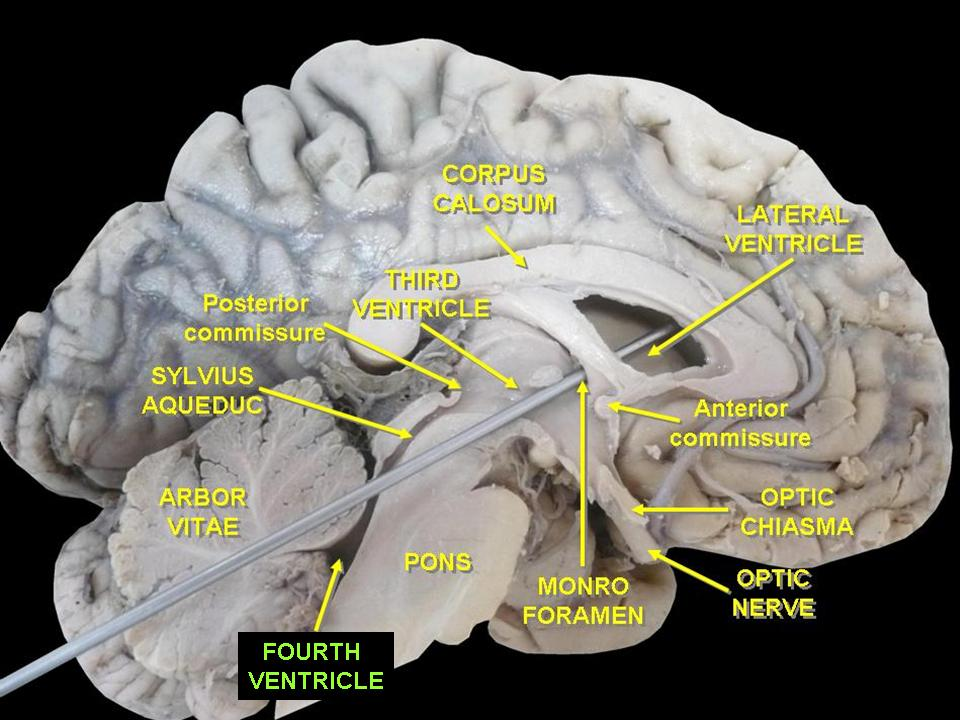
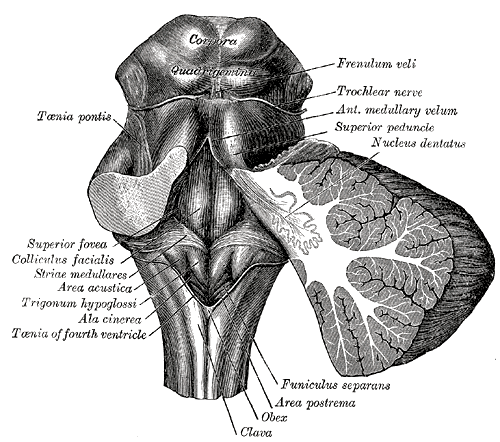
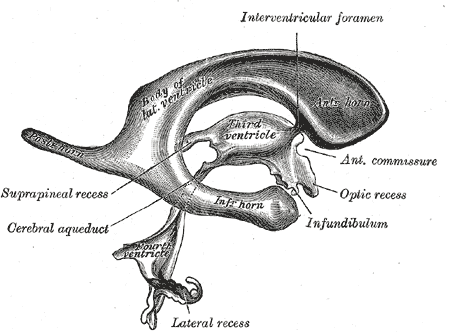